# Aaron Norris
Pour les articles homonymes, voir Norris.
Aaron Norris (né le 23 novembre 1951 à Gardena, Californie, États-Unis) est un acteur, réalisateur, scénariste et producteur américain. 

## Biographie
Aaron Norris, qui est d'origine irlandaise et cherokee, est le frère de l'acteur Chuck Norris.
Il participe à la guerre du Viêt Nam aux côtés de son grand frère Wieland, qui fut tué au combat.
Norris commença sa carrière en tant que cascadeur avant de jouer des petits rôles dans des films comme Le Commando des tigres noirs (1978), A Force of One (1979), La Fureur du juste (1980) ou encore Œil pour œil (1983).
À partir du milieu des années 1980, il commença à écrire plusieurs scénarios et à réaliser ses propres films.
Il a réalisé et produit beaucoup de films parmi lesquels Œil pour œil, de Steve Carver (1983), L'Homme du président d'Eric Norris et Michael Preece (2000) ou encore L'Esprit de la forêt (1996).
Il fut également le producteur exécutif de 168 épisodes de la série Walker, Texas Ranger.

## Filmographie

### Comme acteur
- 1978 : Le Commando des tigres noirs (Good Guys Wear Black), de Ted Post
- 1979 : Force One (A Force of One), de Paul Aaron
- 1980 : La Fureur du juste (The Octagon), d'Eric Karson
- 1983 : Œil pour œil (Lone Wolf McQuade), de Steve Carver
- 1983 : Deadly Force, de Paul Aaron
- 1996 : Overkill, de Dean Raphael Ferrandini
- 2005 : The Cutter, de William Tannen

### Comme réalisateur
- 1988 : Portés disparus 3 (Braddock: Missing in Action III)
- 1988 : Platoon Leader
- 1990 : Delta Force 2: The Colombian Connection
- 1991 : L'Arme secrète (The Hitman)
- 1992 : Sidekicks
- 1993 : Good Cop/Bad Cop
- 1994 : Hellbound
- 1995 : Chien d'élite (Top Dog)
- 1996 : L'Esprit de la forêt (Forest Warrior)
- 2005 : Walker, Texas Ranger: Trial by Fire (TV)

### Comme producteur
- 1982 : Horreur dans la ville (Silent Rage), de Michael Miller
- 1983 : Œil pour œil (Lone Wolf McQuade), de Steve Carver
- 1996 : Ripper Man, de Phil Sears
- 1998 : La Colère du tueur (Logan's War: Bound by Honor), de Michael Preece (TV)
- 1999 : Le Successeur (Sons of Thunder), d'Aaron et Chuck Norris  (série TV)
- 2000 : L'Homme du président (The President's Man), d'Eric Norris et Michael Preece (TV)
- 2002 : Action Force (The President's Man: A Line in the Sand), d'Eric Norris (TV)
- 2005 : Walker, Texas Ranger: Trial by Fire, d'Aaron Norris (TV)
- 2005 : Le sang du diamant, de William Tannen